# Ive Prćić stariji
Ive Prčić (Subotica, 15. svibnja 1894. – Subotica, 12. svibnja 1959.), bački hrvatski pripovjedač i sakupljatelj narodnih djela. Napisao je tri knjige kratkih priča.
Predsjedavao je 1925. organizacijom Omladinski orao Subotica.

## Životopis
Sav svoj život se bavio skupljanjem umotvorina hrvatske etničke skupine Bunjevaca.
Svojim djelima je ušao u antologiju proze bunjevačkih Hrvata iz 1971., sastavljača Geze Kikića, u izdanju Matice hrvatske.
Bio je urednikom Subotičke Danice.
Bio je otvorenim braniteljem hrvatstva Bunjevaca, kojima je i sam pripadao.

Svoje hrvatstvo i stav o hrvatstvu Bunjevaca je iskazao i 1936.: "Bunjevci, katolici i Hrvati, to smo bili od starine, to smo i sad, a to ćemo biti i u buduće."
To je ponovio i 11. studenog 1939., kada je govorio o Jugoslaviji, rekao: "...tko neće da prizna hrvatstvo Bunjevaca, taj je neprijatelj integriteta državne cjeline", što su idućeg dana prenijele zagrebačke "Novosti".
Zbog svojeg otvorenog isticanja hrvatstva, trpio je od progona od strane državnih vlasti
Otac je pisca Ive Prćića mlađeg, a djed publicista i urednika "Siriusa" i "National Geographica" na hrvatskom, Hrvoja Prćića.

## Djela
- Ezopčice, 1928.
- Tmurni i vedri dani, 1928.
- Subotica i Bunjevci: da se zna i ne zaboravi, Matica subotička, 1936.
- Bunjevački narodni običaji, 1937.
- Bunjevačke narodne pisme, 1939.
- Bunjevačke groktalice, 1942.

Za života nije dospio tiskati prikupljena djela "Bunjevački provincijalizmi", "Bunjevačke zagonetke" i "Kolede". 

## Vanjske poveznice
- Antologija proze bunjevačkih Hrvata  Arhivirana inačica izvorne stranice od 15. travnja 2008. (Wayback Machine)
- Google Knjige Ive Prćić: Subotica i Bunjevci: da se zna i ne zaboravi, Matica subotička, 1936. (digitalizirano izdanje Michiganskog sveučilišta)